# Hertsö kyrka
Hertsö kyrka som också kallas Hertsökyrkan är en kyrkobyggnad som tillhör Luleå domkyrkoförsamling i Luleå stift. Kyrkan ligger i stadsdelen Hertsön i Luleå.

## Kyrkobyggnaden
Kyrkan uppfördes 1975 av Svenska Riksbyggen och invigdes 14 december samma år av biskop Stig Hellsten. Stommen är av trä och ytterväggarna är klädda med brunt fasadtegel och gulmålad träpanel. Kyrksalen har en kvadratisk planform och täcks av ett pulpettak som höjer sig över övriga byggnadens församlingslokaler. Kyrkorummet har vitputsade väggar, stora fönsterytor och ett golv belagt med brunfärgade keramiska plattor. Innertaket är klätt med naturfärgad träpanel. Sittplatserna består av lösa stolar.
Vid kyrkans baksida finns en klockstapel av trä som är målad i gult och rött.

## Inventarier
Kyrkan har en altarmålning som är utförd av Carl Bent.